# Isola del Piano
Isola del Piano (im lokalen Dialekt: Isla) ist eine italienische Gemeinde (comune) in der Region Marken (ital.: Marche) in der Provinz Pesaro und Urbino und hat 546 Einwohner (Stand 31. Dezember 2023). Die Gemeinde liegt etwa 28 Kilometer südwestlich von Pesaro und etwa 12 Kilometer östlich von Urbino und gehört zur Comunità montana del Metauro.